# Elvira Lippitz
Elvira Lippitz (* 5. Dezember 1927 in Jävenitz, Kreis Gardelegen) ist eine ehemalige deutsche Politikerin der SED.

## Leben
Elvira Lippitz wurde als Tochter eines Maurers in der Altmark geboren. Sie besuchte die Mädchenvolksschule in Gardelegen und von 1942 bis 1945 die Lehrerinnen-Bildungsanstalt in Havelberg.
Nach Kriegsende verdiente sie als Näherin den Lebensunterhalt ihrer Familie. An den Besuch der Gewerkschaftsschule in Beesenstedt ab 1948 folgte ab 1949 die Arbeit als Lehrerin an der Gewerkschaftsschule in Alsleben (Saale). Ab 1950 leitete sie die Zentralschule der Gewerkschaft für Handel und Versorgung in Grünheide (Mark) und hielt an der Hochschule der Gewerkschaften in Bernau Vorträge. Später war sie Sekretärin für Agitation und Propaganda der SED-Kreisleitung Zossen und ab 1958 Leiterin der Bildungsstätte im VEB Schwermaschinenbau „Heinrich Rau“ in Wildau.
Elvira Lippitz erwarb im Fernstudium an der Parteihochschule „Karl Marx“ in Berlin den Abschluss als Diplom-Gesellschaftswissenschaftlerin. An der Pädagogischen Hochschule Potsdam absolvierte sie ein Lehrerstudium für Deutsch und Geschichte, was sie als Diplomlehrer abschloss.
Nach der Versetzung ihres Mannes, eines Majors der Volkspolizei, nach Brandenburg (Havel) übernahm sie die Leitung der Bildungsstätte der dortigen SED-Kreisleitung. Von 1965 bis 1976 war sie Erste Stellvertreterin des Oberbürgermeisters der Stadt Brandenburg.
Am 14. Februar 1976 wurde sie zum Mitglied des Sekretariats der SED-Kreisleitung Brandenburg gewählt und trat am 16. Februar 1976 die Nachfolge von Reinhold Kietz im Amte des Oberbürgermeisters der Stadt Brandenburg an, welches sie bis 20. Dezember 1985 innehatte.

## Auszeichnungen und Ehrungen
- 1975 Vaterländischer Verdienstorden in Bronze
- Ivry-sur-Seine, die französische Partnerstadt von Brandenburg an der Havel, ernannte Elvira Lippitz aufgrund ihrer persönlichen Verdienste 1983 zur Ehrenbürgerin.[4]